# Èlim
Èlim (en grec antic Έλυμος), va ser segons la mitologia grega, un fill bastard d'Anquises.
Participà en la guerra de Troia, i després va marxar cap a Sicília amb Acestes, amb qui va fundar diverses ciutats sicilianes, en especial Segesta. Va donar nom a la colònia troiana que va emigrar amb ell, els ancestres del poble dels elimis.